# (1679) Nevanlinna
(1679) Nevanlinna ist ein Asteroid des Hauptgürtels, der am 18. März 1941 von der finnischen Astronomin Liisi Oterma in Turku entdeckt wurde.
Benannt ist der Asteroid nach dem finnischen Mathematiker Rolf Herman Nevanlinna.